# Wijken en buurten in Schiedam
De Nederlandse gemeente Schiedam is voor statistische en gemeentelijke doeleinden onderverdeeld in wijken en buurten.

## Indeling gemeente
De gemeente heeft bij de wijkindeling in 2010 negen wijken gedefinieerd
- Centrum
- Schiedam-West
- Schiedam-Oost
- Schiedam-Zuid
- Nieuwland
- Groenoord
- Kethel
- Woudhoek
- Spaland/Sveaparken

## Externe weblink
Zie ook Kerncijfers Wijken en Buurten 2023 van CBS (vanaf ongeveer regel 8800)

## Indeling CBS
De gemeente is verdeeld in de volgende 10 statistische CBS-wijken:
- Wijk 00 Centrum (CBS-wijkcode:060600)
- Wijk 01 Schiedam-Oost (CBS-wijkcode:060601)
- Wijk 02 Tussen Havens en Grachten (CBS-wijkcode:060602)
- Wijk 03 Schiedam-West (CBS-wijkcode:060603)
- Wijk 04 Schiedam-Zuid (CBS-wijkcode:060604)
- Wijk 05 Nieuw-Mathenesse (CBS-wijkcode:060605)
- Wijk 06 Nieuwland (CBS-wijkcode:060606)
- Wijk 07 Kethel-Bijdorp-Groenoord (CBS-wijkcode:060607)
- Wijk 08 Industriegebied ten noorden van Rijksweg 20 (CBS-wijkcode:060608)
- Wijk 09 Landbouwgebied Woudhoek-Spaland (CBS-wijkcode:060609)

Een statistische wijk kan bestaan uit meerdere buurten. Onderstaande tabel geeft de buurtindeling met kentallen volgens het Centraal Bureau voor de Statistiek (2008):
| CBS-buurtcode | Buurtnaam        | Inwonertal | Opp. totaal (ha) | Opp. land (ha) | Ligging                |
| ------------- | ---------------- | ---------- | ---------------- | -------------- | ---------------------- |
| BU06060000    | Buurt 00         | 1810       | 20               | 20             | Locatie in de gemeente |
| BU06060101    | Buurt 11         | 30         | 2                | 2              | Locatie in de gemeente |
| BU06060102    | Buurt 12         | 1110       | 10               | 10             | Locatie in de gemeente |
| BU06060103    | Buurt 13         | 2080       | 14               | 14             | Locatie in de gemeente |
| BU06060104    | Buurt 14         | 680        | 7                | 7              | Locatie in de gemeente |
| BU06060105    | Buurt 15         | 1410       | 26               | 26             | Locatie in de gemeente |
| BU06060106    | Buurt 16         | 1620       | 8                | 8              | Locatie in de gemeente |
| BU06060107    | Buurt 17         | 3700       | 20               | 20             | Locatie in de gemeente |
| BU06060201    | Buurt 21         | 1090       | 14               | 13             | Locatie in de gemeente |
| BU06060202    | Buurt 22         | 690        | 10               | 7              | Locatie in de gemeente |
| BU06060203    | Buurt 23         | 660        | 16               | 12             | Locatie in de gemeente |
| BU06060301    | Buurt 31         | 1960       | 12               | 12             | Locatie in de gemeente |
| BU06060302    | Buurt 32         | 2340       | 16               | 16             | Locatie in de gemeente |
| BU06060303    | Buurt 33         | 1590       | 9                | 9              | Locatie in de gemeente |
| BU06060304    | Buurt 34         | 1600       | 12               | 12             | Locatie in de gemeente |
| BU06060305    | Buurt 35         | 610        | 6                | 6              | Locatie in de gemeente |
| BU06060306    | Buurt 36         | 1300       | 14               | 14             | Locatie in de gemeente |
| BU06060307    | Buurt 37         | 840        | 36               | 36             | Locatie in de gemeente |
| BU06060308    | Buurt 38         | 850        | 15               | 15             | Locatie in de gemeente |
| BU06060401    | Buurt 41         | 1800       | 16               | 14             | Locatie in de gemeente |
| BU06060402    | Buurt 42         | 1810       | 9                | 9              | Locatie in de gemeente |
| BU06060403    | Buurt 43         | 1620       | 14               | 13             | Locatie in de gemeente |
| BU06060404    | Buurt 44         | 680        | 22               | 18             | Locatie in de gemeente |
| BU06060405    | Buurt 45         | 30         | 267              | 148            | Locatie in de gemeente |
| BU06060500    | Buurt 50         | 30         | 46               | 43             | Locatie in de gemeente |
| BU06060601    | Buurt 61         | 630        | 15               | 15             | Locatie in de gemeente |
| BU06060602    | Buurt 62         | 900        | 32               | 31             | Locatie in de gemeente |
| BU06060603    | Buurt 63         | 1180       | 16               | 16             | Locatie in de gemeente |
| BU06060604    | Buurt 64         | 380        | 17               | 17             | Locatie in de gemeente |
| BU06060605    | Buurt 65         | 810        | 8                | 8              | Locatie in de gemeente |
| BU06060606    | Buurt 66         | 2200       | 20               | 18             | Locatie in de gemeente |
| BU06060607    | Buurt 67         | 4420       | 32               | 32             | Locatie in de gemeente |
| BU06060608    | Buurt 68         | 3750       | 43               | 43             | Locatie in de gemeente |
| BU06060701    | Buurt 71         | 240        | 266              | 254            | Locatie in de gemeente |
| BU06060702    | Buurt 72         | 950        | 32               | 32             | Locatie in de gemeente |
| BU06060703    | Buurt 73         | 4740       | 45               | 44             | Locatie in de gemeente |
| BU06060704    | Buurt 74         | 3330       | 32               | 32             | Locatie in de gemeente |
| BU06060705    | Buurt 75         | 540        | 17               | 17             | Locatie in de gemeente |
| BU06060706    | Buurt 76         | 1660       | 26               | 26             | Locatie in de gemeente |
| BU06060707    | Buurt 77         | 990        | 25               | 25             | Locatie in de gemeente |
| BU06060801    | Buurt 81         | 40         | 16               | 15             | Locatie in de gemeente |
| BU06060802    | Buurt 82         | 80         | 123              | 114            | Locatie in de gemeente |
| BU06060803    | Buurt 83         | 220        | 42               | 39             | Locatie in de gemeente |
| BU06060901    | Buurt 91         | 2160       | 26               | 25             | Locatie in de gemeente |
| BU06060902    | Buurt 92         | 1840       | 39               | 39             | Locatie in de gemeente |
| BU06060903    | Buurt 93         | 2180       | 23               | 23             | Locatie in de gemeente |
| BU06060904    | Buurt 94         | 1440       | 17               | 17             | Locatie in de gemeente |
| BU06060905    | Buurt 95         | 1530       | 41               | 40             | Locatie in de gemeente |
| BU06060906    | Buurt 96         | 1400       | 18               | 18             | Locatie in de gemeente |
| BU06060907    | Buurt 97         | 3620       | 45               | 45             | Locatie in de gemeente |
| BU06060908    | Buurt 98         | 1340       | 31               | 31             | Locatie in de gemeente |
| BU06060909    | Agrarisch gebied | 440        | 296              | 294            | Locatie in de gemeente |